# Фукуи, Тайти
Тайти Фукуи (яп. 福井 太智; 15 июля, 2004) — японский футболист, полузащитник португальского клуба «Арока».

## Клубная карьера
Тайти Фукуи является воспитанником академии «Саган Тосу». Дебютировал за клуб в 2021 году в Джей-лиге, выйдя на замену в матче против «Санфречче Хиросима». В августе 2022 года к Фукуи проявила интерес мюнхенская «Бавария».
1 января 2023 года стал игроком мюнхенской «Баварии», подписав с клубом контракт до июня 2025 года. Он начал выступать за фарм-клуб «Бавария II».

## Карьера в сборной
Выступал за сборную Японии до 20 лет.